# School Mistresses and Governesses’ Benevolent Institution

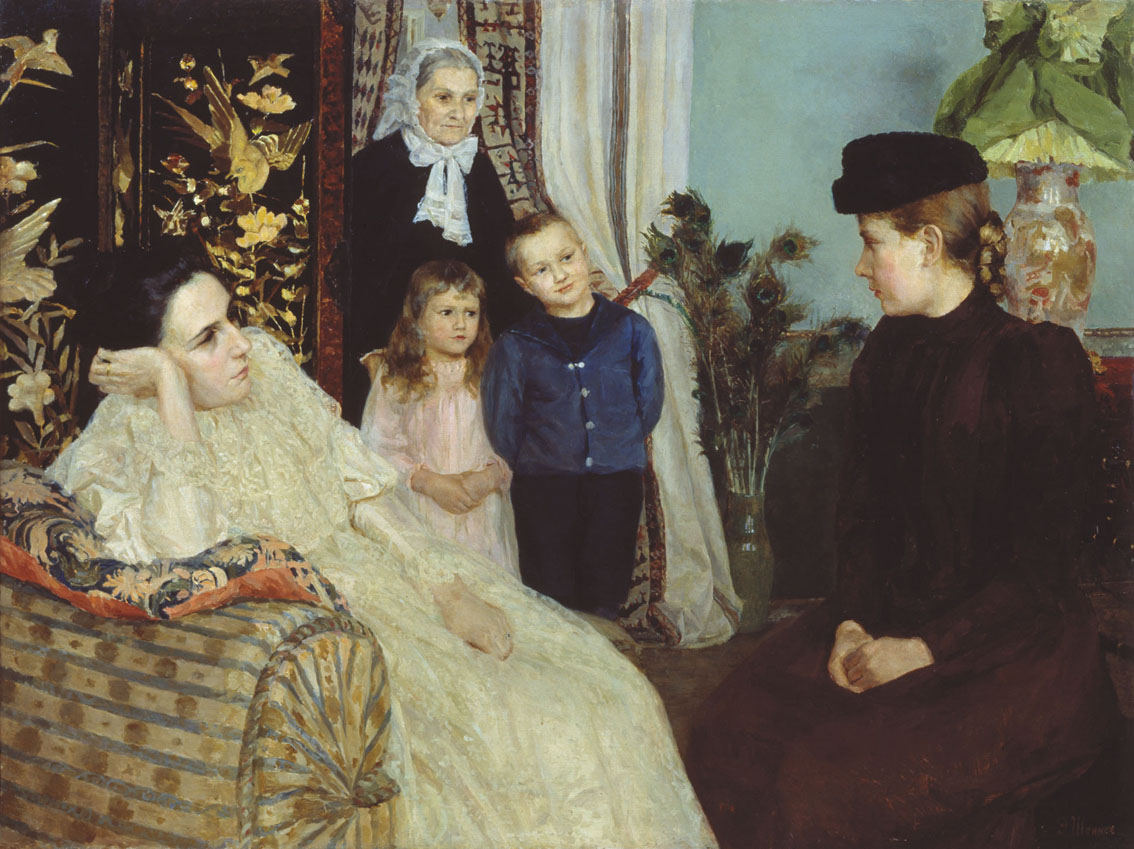
Emily Shanks: Beim Einstellen einer Gouvernante

Die School Mistresses and Governesses’ Benevolent Institution (abgekürzt SGBI) war eine britische Hilfsorganisation, die Personen unterstützt, die an einer nicht-staatlichen Schule gelehrt oder als Privatlehrer oder Privatlehrerin gearbeitet haben. Die Organisation wurde 1841 als Governesses’ Benevolent Institution mit dem Ziel gegründet, in Notlage geratene Gouvernanten zu unterstützen und ihnen im Krankheitsfall oder im Alter ein Heim zu bieten. Die Gründung fällt in einen Zeitraum, in dem in Großbritannien so viele vermögenslose Frauen der bürgerlichen Schicht gezwungen waren, auf diesen Beruf zurückzugreifen, dass man vom „Gouvernantenelend“ sprach. Zu den prominenten Förderern der Hilfsorganisation gehörten der britische Schriftsteller Charles Dickens und die britische Queen Mary.
Die Organisation unterhielt bis zuletzt unter anderem ein Alters- und Pflegeheim.
2017 übergab die Organisation die Arbeit an den Teaching Staff Trust.

## Hintergrund

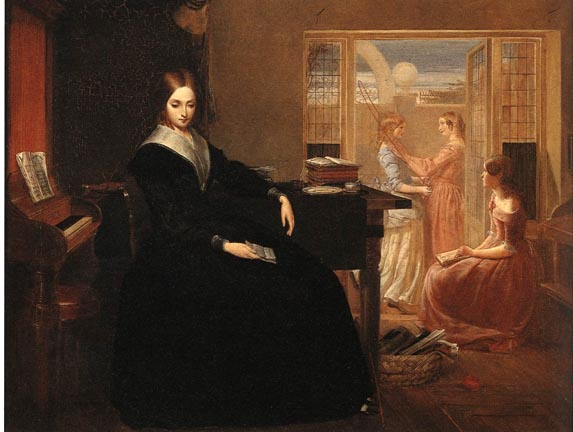
Richard Redgrave, 1844: Die Gouvernante

Mit dem Aufstieg der bürgerlichen Klasse wurde es ab Ende des 18. Jahrhunderts nicht nur in adeligen, sondern zunehmend auch in bürgerlichen Schichten üblich, die Erziehung von Töchtern einer Gouvernante anzuvertrauen. Für Frauen der gebildeten Mittelschicht stellte in der Folge diese Tätigkeit über zwei Jahrhunderte eine der wenigen Möglichkeiten dar, einen standesgemäßen Beruf auszuüben. Er wurde fast ausschließlich von Frauen ergriffen, die an einem bestimmten Punkt ihrer Biografie keinen Vater, Ehemann oder Bruder besaßen, der für ihren Lebensunterhalt aufkam, und die daher für sich selbst sorgen mussten oder wollten. Die ökonomischen Probleme vermögensloser Frauen, die dem höheren Bürgertum zuzurechnen waren, waren in Großbritannien besonders ausgeprägt. Hier überstieg nach 1830 die Zahl der Frauen, die als Gouvernante arbeiteten wollten oder mussten, bei weitem die verfügbaren Stellen. Dieses Überangebot war einerseits Resultat einer Reihe wirtschaftlicher Krisen, in der das Vermögen vieler Familien schwand. Es lag andererseits aber auch an einem Ungleichgewicht zwischen heiratsfähigen und -willigen Männern und Frauen. So viele Frauen waren gezwungen, auf diese Weise ihren Broterwerb zu verdienen, dass man vom „Gouvernantenelend“ sprach. Darunter verstand man materielle Notlage, Kränkung des Selbstwertgefühls durch das geringe Ansehen dieses Berufes, Missachtung ihrer individuellen Bedürfnisse und den Kampf um einen standesgemäßen Beruf auf einem Arbeitsmarkt, der Frauen im Vergleich zu Männern nur sehr begrenzte Möglichkeiten bot.

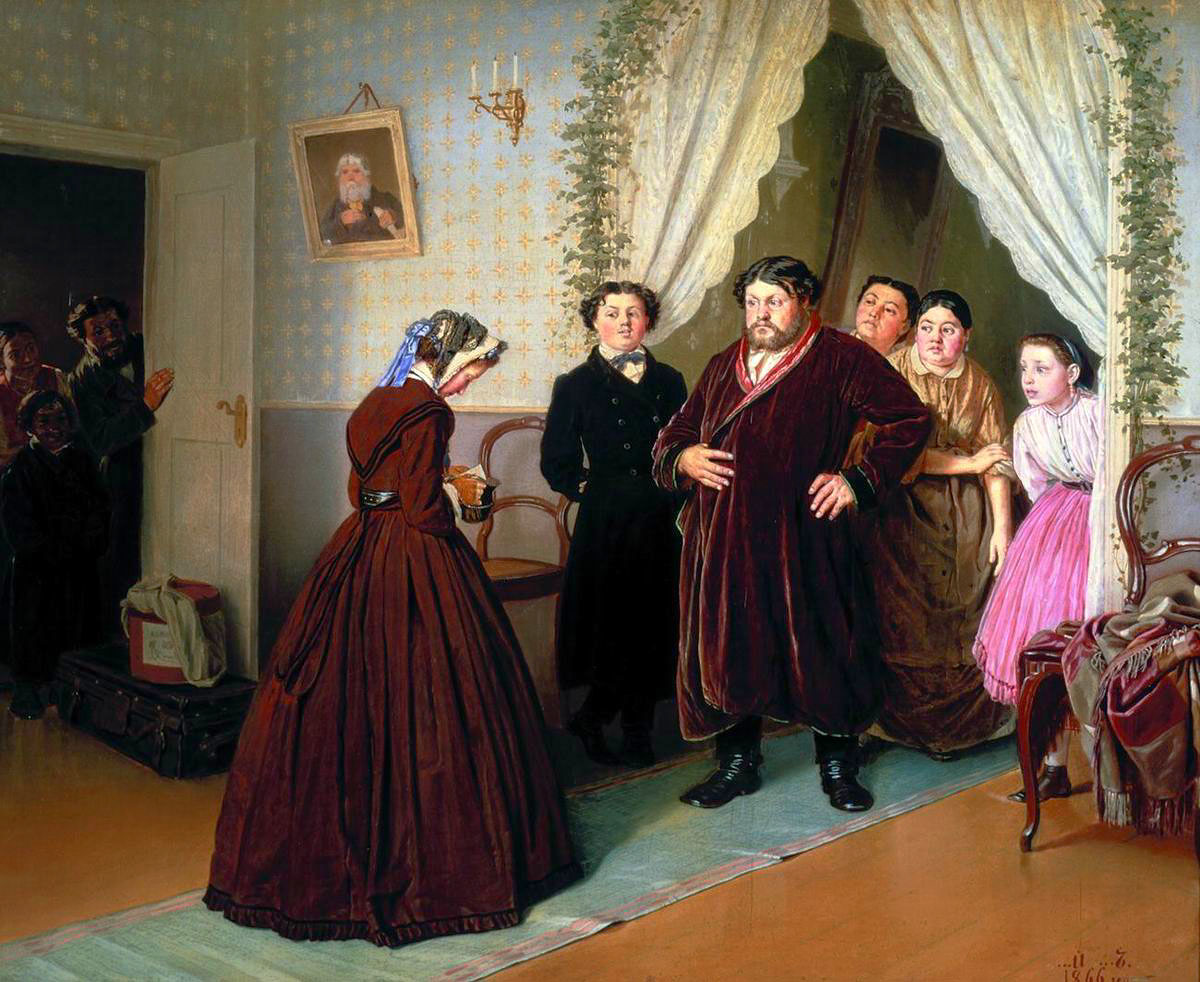
Wassilij Grigorjewitsch Perow: Ankunft der Gouvernante in einer Kaufmannsfamilie

Das Überangebot an Gouvernanten wirkte sich deutlich auf die Gehälter aus, für die Frauen gezwungen waren, Stellen anzunehmen. In einer Zeit, in der ein Jahreseinkommen von 300 Pfund für die Mittelschicht typisch waren, erhielten einige wenige Gouvernanten 80 Pfund pro Jahr. Nach einer Untersuchung lag der Verdienst der meisten Gouvernanten jedoch deutlich darunter. Charlotte Brontë arbeitete 1841 für ein Jahresgehalt von 20 Pfund, davon wurden vier Pfund für das Waschen ihrer Wäsche abgezogen. Harriet Martineau berichtete 1860 von mehreren ihr bekannten Familien, die ihrer Gouvernante zwischen acht und zwölf Pfund jährlich bezahlten.
Das geringe Einkommen bedeutete, dass Gouvernanten nur begrenzt in der Lage waren, für ihr Alter oder einen Fall von Erkrankung vorzusorgen. Eine Gouvernante musste davon ausgehen, nur bis zu einem Alter von vierzig oder fünfzig Jahren eine Beschäftigung zu finden. Nahezu alle Ratgeber für Gouvernanten legten ihr daher nahe, rechtzeitig Geld für ihr Alter beiseitezulegen. Wurde sie angemessen bezahlt, war ihr das in der Regel auch möglich. Wie aber eine Untersuchung im Jahre 1841 zeigte, unterstützten zahlreiche Gouvernanten mit ihrem Gehalt bedürftige Elternteile, zahlten die Ausbildung von Geschwistern oder sprangen ihnen in finanziellen Notlagen zur Seite. Viele von ihnen konnten sich vermutlich im Alter oder im Krankheitsfalle auf die Solidarität ihrer Familie verlassen, die Zahl der tragischen Fälle, die im Alter in verzweifelter Armut zurückblieben, ist trotzdem hoch.
Bei der britischen Volkszählung im Jahre 1851 bezeichneten sich 25.000 Frauen als Gouvernante. Das entsprach zwei Prozent aller unverheirateten Frauen in einem Alter zwischen 20 und 40 Jahren. Diese vergleichsweise hohe Zahl lässt darauf schließen, dass nahezu jede Frau der Mittelschicht, die ohne anderes Einkommen war, diesen Beruf ergreifen musste. Während die Erwerbssituation von Frauen der Unterschicht, von denen 750.000 als Dienstboten arbeiteten, zu dieser Zeit kein Gegenstand einer öffentlichen Diskussion war, erregten die Probleme dieser verhältnismäßig kleinen Gruppe das besondere Interesse und Mitgefühl des bürgerlichen Publikums.

## Geschichte der Hilfsorganisation

### Geschichte der Hilfsorganisation während der ersten 100 Jahre des Bestehens
Auf Grund der öffentlichen Aufmerksamkeit, die die besondere Situation von Gouvernanten erregte, wurde bereits 1829 die Governesses’ Mutual Assurance Society mit dem ausdrücklichen Ziel gegründet, Gouvernanten in Notlagen, insbesondere aber bei Krankheit oder wenn sie altersbedingt keine Arbeit mehr finden, beizustehen. Angedacht war, dass Frauen Hilfszahlungen erhielten. Durch Spenden sollte außerdem ein Fonds entstehen, von dem Gouvernanten Anteile erwerben können sollten, um so für ihr Alter vorzusorgen. Der Hilfsorganisation gelang es jedoch nicht, entsprechende Spendenmittel zu erhalten und wurde 1838 wieder beendet. 1841 kam es zu einem zweiten Versuch, eine Hilfsorganisation zu Gunsten von Gouvernanten zu gründen. Die Neugründung sah neben der Governesses’ Benevolent Institution auch einen Governesses’ Provident Fund vor, wobei letzterer zur Altersversorgung dienen sollte. Erneut gelang es jedoch nicht, ausreichend Spendenmittel zu erbitten, so dass der Vorstand der beiden Hilfsorganisationen 1843 die Zusammenführung beider Organisationen vorschlug. Um unmittelbar zur Verbesserung der Lage von Gouvernanten beizutragen, half die Organisation auch, Arbeitssuchende mit geeigneten Stellen zu versorgen. Es gab dafür zwar auch professionelle Vermittlungsagenturen, die aber nicht selten mehr als fünf Prozent eines Jahresgehalts als Gebühr verlangten, ohne eine Erfolgsgarantie abzugeben. Auf Grund der Erhebungen, die die Organisation im Rahmen dieser Vermittlungstätigkeit vornahm, ist auch die soziale Herkunft dieser Berufsgruppe belegt: Väter von Gouvernanten waren überwiegend Kaufleute, Ärzte, Offiziere, Beamte, Anwälte und Notare sowie Pfarrer.
Ab 1843 konzentrierte sich die Hilfsorganisation zunächst darauf, Gouvernanten in Not unmittelbar mit finanzieller Hilfe beizustehen. Wenig später ermutigte man Gouvernanten außerdem, Rentenanteile zu erwerben, mit denen sie für ihr Alter vorsorgen sollten. 1844 gab es die erste Nutznießerin solcher Rentenzahlungen. 1845 gründete die Hilfsorganisation ein Wohnheim für zeitweilig arbeitslose Gouvernanten in der Londoner Harley Street. Die Harley Street war für solche wohltätige Einrichtungen bekannt: Eines der ersten Krankenhäuser, die dort eröffneten, war 1853 das kurzzeitig von Florence Nightingale geleitete Establishment for sick Gentlewomen, das sich als Hilfsorganisation ebenfalls um in Notlagen geratene Frauen der Bürgerschicht kümmerte. Das Wohnheim, das in seinen letzten drei Jahren in einer anderen Londoner Straße angesiedelt war, wurde erst 1930 geschlossen.
Ab 1847 bot die Hilfsorganisation Gouvernanten auch Abendvorlesungen an. Dem Komitee der Organisation, die sich um Ausbildung kümmerte, stand Frederick Denison Maurice vor, der am King’s College in London einen Lehrstuhl für Englische Geschichte und Literatur innehatte und der die ersten Vorlesen hielt. Ihr Erfolg motivierte ihn, im Frühjahr 1848 eine weiterführende Schule für Mädchen zu gründen. Das Queen’s College, das daraus hervorging, gilt als die erste weiterführende Mädchenschule Großbritanniens, deren Unterricht hohen akademischen Ansprüchen genügte. Die Abendvorlesungen für Frauen, die bereits als Gouvernante arbeiteten, wurden parallel zum Schulbetrieb fortgesetzt. Die Schule besteht bis heute und befindet sich unverändert in der Harley Street.
1849 wurde ein Altersheim in Kentish Town gegründet, das 1870 jedoch verkauft wurde. Mit den Mitteln wurde in Chislehurst, Kent, eine aus zwölf Häusern bestehende Wohnsiedlung angelegt, die 1872 erstmals bezogen wurde. Ab 1911 trug diese Wohnsiedlung den Namen The Home for Retired Governesses, eine zweite Umbenennung erfolgte 1946, als es in The Queen Mary Homes for Governesses umbenannt wurde, da die britische Queen Mary seit Beginn des 20. Jahrhunderts diese Institution förderte. Seit einem Neubau im Jahre 1966 bietet es Platz für 44 Heimbewohnerinnen. Ein zweites Wohnheim für Gouvernanten entstand 1924 als The Ada Lewis Governesses Homes, als die Hilfsorganisation mit einer Erbschaft bedacht wurde; es wurde 1967 in Folge des Neubaus des Queen Mary Homes geschlossen. 1905 erbte die Governesses’ Benevolent Institution außerdem ein großes Haus auf der Isle of Wight, das Gouvernanten als Ferienheim angeboten werden konnte. Der Verkauf dieses Hauses erfolgte 1937. Mit den Mitteln aus dem Verkauf wurde ein Fonds gegründet, aus dem Gouvernanten Mittel erhielten, um in Urlaub fahren zu können.

### Aufgaben der Hilfsorganisation seit Ende des Zweiten Weltkrieges
Die Zahl der als Gouvernanten tätigen Frauen nahm seit Beginn des 20. Jahrhunderts stetig ab. Entsprechend sank auch die Zahl der Gouvernanten, die in Notlagen gerieten und eine Unterstützung der Hilfsorganisation benötigten. 1952 wurde die Satzung der Organisation entsprechend geändert, um auch Frauen unterstützen zu können, die als Lehrerinnen an Privatschulen gearbeitet hatten. Die Organisation wurde entsprechend in Schoolmistresses and Governesses Benevolent Institution umbenannt. Es werden seit 1982 in die Altersheime auch Frauen aufgenommen, die keine Lehrtätigkeit während ihres Berufslebens ausgeübt haben. Finanzieller Beistand kann unverändert jedoch nur solchen Personen gewährt werden, die während des größten Teils ihres Lebens Lehrtätigkeiten an einer nicht-staatlichen Schule ausübten oder als Privatlehrerin gearbeitet haben. Die Hilfe richtet sich primär an britische Staatsbürger, unter bestimmten Bedingungen wird jedoch auch Nicht-Briten Hilfe gewährt.

## Hauptsitz der Organisation im Zeitverlauf
- 1843–1912: 32 Sackville Street, London W
- 1912–1916: Walter House, 418-422 Strand, London WC
- 1916–1934: Dacre House, 5 Arundel Street, Strand, London WC2
- 1934–1959: 58 Victoria Street, London SW1
- 1959–1981: 39 Buckingham Gate, London SW1
- 1981–2015: Queen Mary House, Manor Park Road, Chislehurst, Kent BR7 5PY
- 2015–2017: Nord West Kent[2]

## Einzelbelege
1. ↑  Jane Robinson: Bluestockings: The Remarkable Story of the First Women to Fight for an Education. S. 30
2. 1 2  Geschichte des Teaching Staff Trust. Teaching Staff Trust, abgerufen am 13. März 2022 (englisch).
3. ↑  Hardach-Pinke: Die Gouvernante: Geschichte eines Frauenberufs, S. 15.
4. 1 2  Ruth Brandon: Other People’s Daughters – The Life and Times of the Governess, S. 19.
5. ↑  Ruth Brandon: Other People’s Daughters – The Life and Times of the Governess, S. 22–23.
6. 1 2  Ruth Brandon: Other People’s Daughters – The Life and Times of the Governess, S. 1.
7. ↑  Lecaros: The Victorian Governess Novel, 2001, S. 20.
8. ↑  Hardach-Pinke: Die Gouvernante: Geschichte eines Frauenberufs, S. 16.
9. ↑  Geschichte der Governesses' Benevolent Institution auf der Website des britischen Nationalarchivs aufgerufen am 25. April 2015
10. ↑  Hughes: The Victorian Governess. 1993, S. 46.
11. ↑  Hughes: The Victorian Governess. 1993, S. 28.
12. ↑  Geschichte der Governesses’ Benevolent Institution auf der Website des britischen Nationalarchivs aufgerufen am 25. April 2015
13. ↑  Mark Bostridge: Florence Nightingale. Penguin Books, London 2009, ISBN 978-0-140-26392-3, S. 191
14. ↑  Jane Robinson: Bluestockings: The Remarkable Story of the First Women to Fight for an Education. S. 31.